# Confrérie du Puy Notre-Dame d'Amiens
La Confrérie du Puy Notre-Dame d'Amiens était une confrérie de laïcs, fondée à Amiens en 1388, en l'honneur de la Vierge Marie. Elle disparut à la Révolution française.
Cette confrérie joua un grand rôle dans l'établissement de liens sociaux à la fin du Moyen Âge. Elle réunit une population autour de manifestations religieuses particulières. Elle anima des joutes littéraires prétextes à des commandes picturales. Malgré l'existence de concours lyriques réguliers et de commandes annuelles de peintures s'étalant du XIVe au XVIIIe siècle, la majorité des œuvres réalisées a disparu.

## Une confrérie religieuse

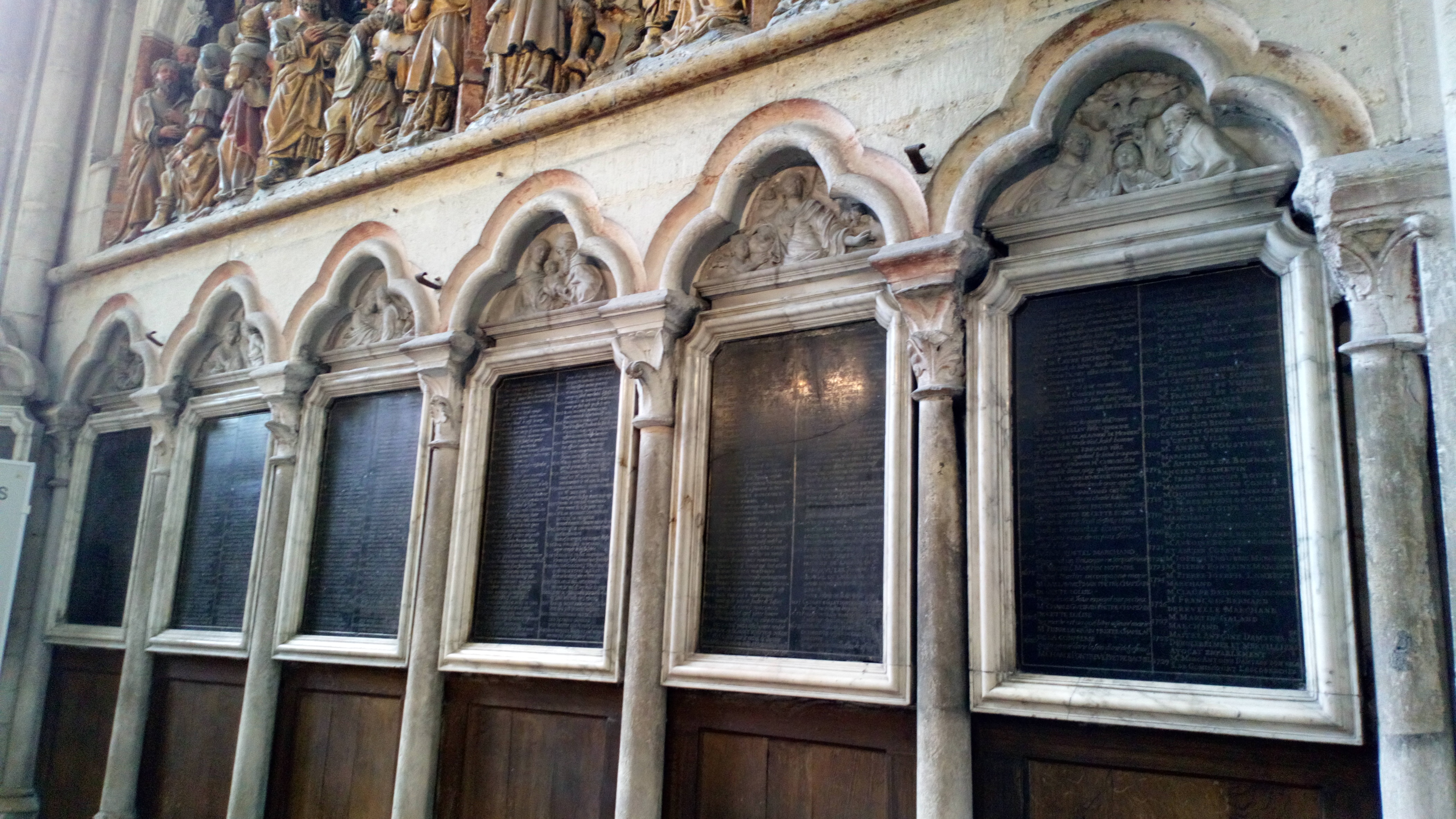
Liste des donateurs du Puy d'Amiens (transept sud de la cathédrale)

La confrérie du Puy Notre-Dame réunissait des notables de la ville d'Amiens, laïcs ou ecclésiastiques. Certains exerçaient une fonction judiciaire ou administrative dans la ville ; maïeurs et échevins étaient très souvent membres de la confrérie. Le 2 février de chaque année, était élu le maître de la confrérie qui dirigeait la confrérie pendant une année.
Les femmes y jouaient également un rôle : lorsqu'elles étaient veuves d'un « maître », elles étaient admises aux repas de la confrérie. Un « droit d'obit » leur fut accordé lorsqu'elles faisaient un don à la confrérie. Elles devaient en outre assister aux offices religieux à la mémoire des confrères décédés.
Les membres de la confrérie avaient pour mission de promouvoir la dévotion à la Vierge et les offices la concernant étaient nombreux. Les cinq fêtes principales consacrées à la Vierge : la Purification (la chandeleur, 2 février), l'Annonciation (25 mars), l'Assomption (15 août), la Nativité de la Vierge (8 septembre), la Conception (8 décembre), étaient l'occasion d'une messe solennelle, de vêpres et le lendemain d'une messe de Requiem, en plus de la messe hebdomadaire du jeudi et d'autres cérémonies.

## Une confrérie artistique et littéraire

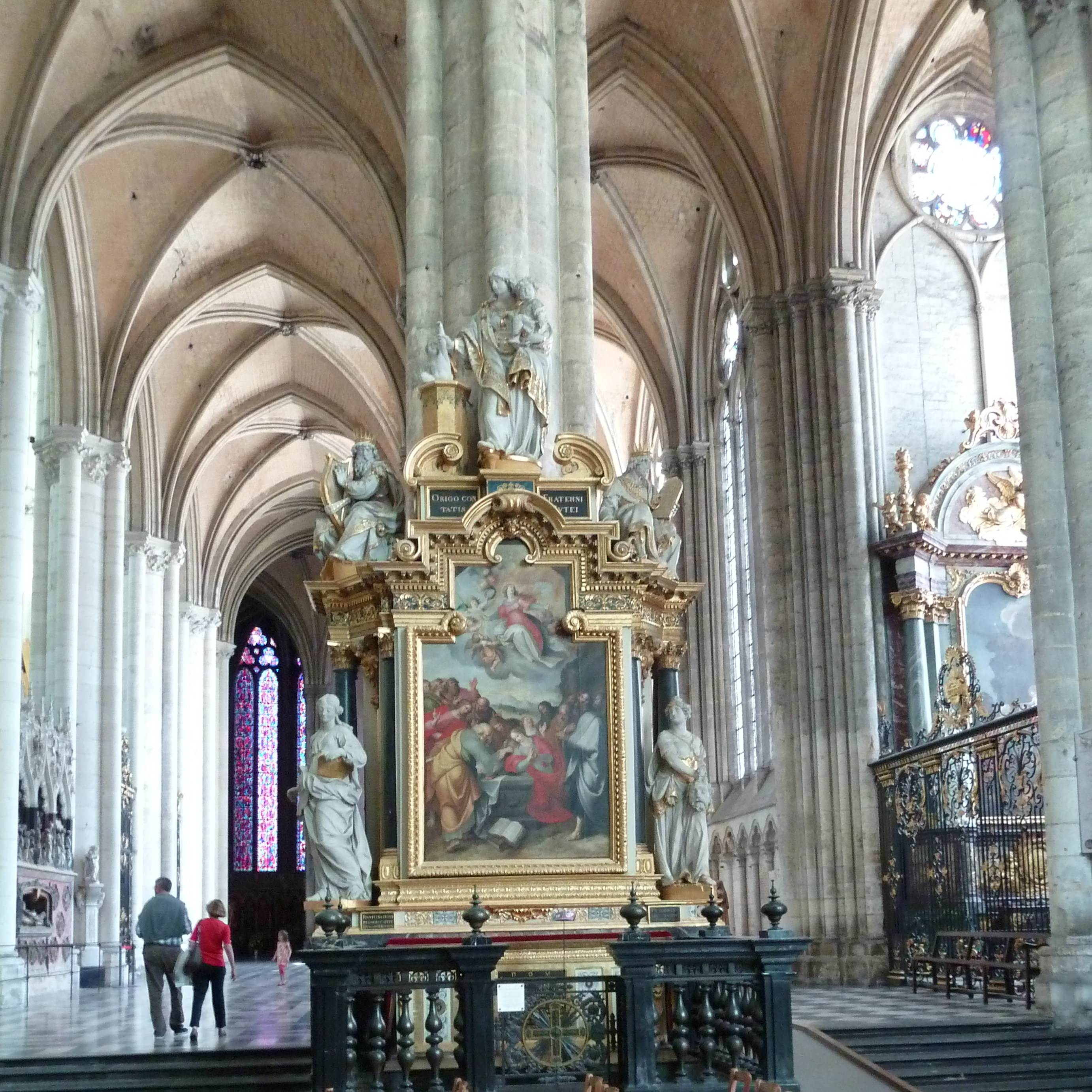
Cathédrale Notre-Dame d'Amiens, la chapelle Notre-Dame-du-Puy.

La Vierge était également honorée par la création artistique et littéraire.
Chaque année, se déroulait un concours de poésie qui tomba en désuétude à la Renaissance. Les rhétoriciens qui avaient le monopole de l'enseignement de la rhétorique et des règles de la poésie furent parmi les plus actifs membres de la confrérie et lui donnèrent son nom « puy » c'est-à-dire podium, l'estrade sur laquelle le poète montait pour déclamer ses vers et pour recevoir la couronne qui tenait lieu de récompense. Le « Chant royal » était à l'époque la forme de poème la plus prisée.
Le poème célébrait en la Vierge l'instrument du salut de l'humanité par l'intermédiaire de l'Incarnation.
Un concours annuel de tableau était également organisé mais un conflit opposa le chapitre cathédrale et la confrérie, ce qui entraîna la disparition d'un grand nombre de tableaux qui décoraient la cathédrale Notre-Dame d'Amiens. Seuls nous restent de cette période une quinzaine de tableaux ou de parties de tableaux conservés au Musée de Picardie.
En 1451, une réforme codifia le fonctionnement de la confrérie. Ce sont les rhétoriciens qui furent à l'origine de l'Escritel, le texte de la rénovation.
En 1694, la confrérie renonça à ses activités intellectuelles. Au XVIIIe siècle, les activités littéraires et picturales de la confrérie ayant disparu, seules persistaient les activités de dévotion.
En 1723, le chapitre cathédral décida de procéder au décrochage des tableaux du Puy Notre-Dame qui n'étaient plus au goût du jour. Un manuscrit enluminé de 1518, offert à Louise de Savoie par les bourgeois d'Amiens, permet toutefois de connaître l'apparence de nombreux Puys perdus, antérieurs à cette date.

### Organisation du concours

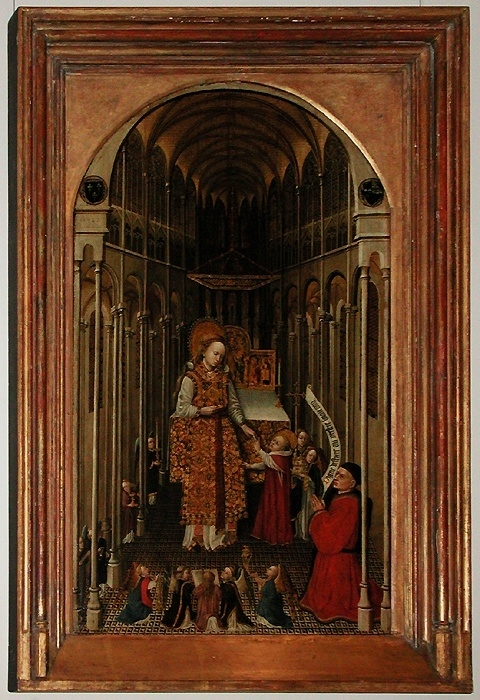
Le Sacerdoce de la Vierge, par le Maître des Heures Collins (1438), commandé par la confrérie du Puy Notre-Dame d'Amiens, Musée du Louvre, Paris.

Le maître de la confrérie choisissait chaque année un vers de dix syllabes qui devait servir de refrain aux rhétoriciens qui participeraient au concours en l'honneur de la Vierge. Ce décasyllabe faisait souvent allusion à l'état social ou au nom du maître : ainsi le mercier Jean du Bos compose-t-il la devise « Digne vesture au prestre souverain », tandis que Robert de Fontaines choisit « Au gendre humain consolable fontaine ».
Après l'élection d'un nouveau maître, les chants royaux étaient examinés et on choisissait le lauréat qui serait couronné le lendemain à l'issue de la messe des trépassés.
Si de tels concours existaient aussi dans d'autres villes, une particularité à Amiens, ainsi qu'à Abbeville, était que le maître du Puy devait faire peindre un tableau par des artistes locaux, selon toute vraisemblance, sur lequel devait être représenté « le mystère approprié pour la fête du Puy » conformément au sens du refrain choisi. La Vierge tenait sur le tableau la place principale ; le texte du refrain et le blason du donateur devaient également figurer sur le tableau. Cette œuvre était accrochée sur un des piliers de la cathédrale le jour de Noël et devait y rester durant une année avant de céder la place à un nouveau tableau. En 1493, on décida que les tableaux resteraient accrochés dans la cathédrale après l'année de leur production.

### Evolution et disparition de la confrérie
Au cours du XVIIe siècle, les règles de la confrérie s'assouplirent. Les maîtres offrirent non plus des tableaux mais des sculptures qui sont presque toutes conservées dans la cathédrale. C'est le sculpteur Nicolas Blasset qui est l’auteur de l’essentiel des Puys de pierre, il fut élu maître de la confrérie en 1625. Il avait lui-même peint le Puy qu’il offrit à l'occasion de son élection, ce tableau a aujourd'hui disparu.
L’Escritel conserve la trace de la rupture que constitue cette date dans la tradition artistique de la confrérie. Par la suite, la réalisation de tableaux ou de sculptures fut remplacée par le don d'ornements liturgiques ou d'une somme d’argent.
Parallèlement, on note plusieurs interruptions dans l’élection du maître, d’abord ponctuellement de 1643 à 1647, puis de 1710 à 1715 et enfin définitivement en 1729. La confrérie exista en théorie jusqu’à Révolution française mais n’avait plus d’activité au XVIIIe siècle.

## Les Puys: tableaux et autres œuvres offerts par la confrérie

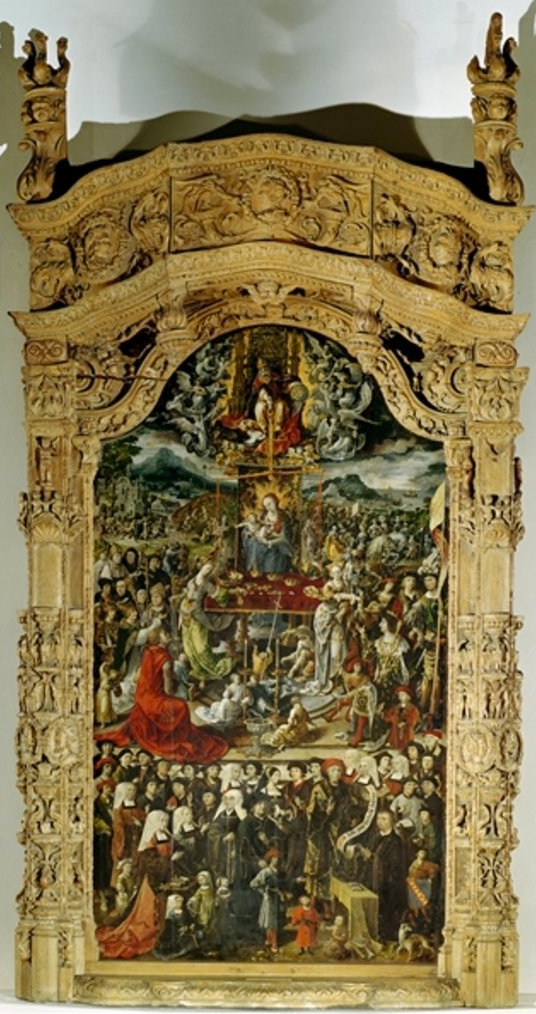
Maître d'Amiens, Au juste pois véritable balance, Puy de 1518, Amiens, Musée de Picardie.

### Les tableaux
À partir de 1493, les tableaux des années précédentes restent accrochés dans la cathédrale, dont les piliers supportaient plusieurs dizaines de Puys au début du xviiie siècle. En 1723, les chanoines décident de retirer tous ces Puys, sauf cinq d'entre eux datés de 1518, 1519, 1520, 1521 et 1525. Ils seront déposés en 1908 au musée de Picardie. La collection s'est depuis heureusement enrichie.
Parmi les tableaux conservés, on trouve, souvent nommés d'après la maxime ou palinod qu'ils illustrent,, :
- Puy de 1437[12] : Le Sacerdoce de la Vierge, par le Maître des Heures Collins, le plus ancien Puy conservé (Louvre) : la formule « Digne vesture au prestre souverain », présentée par le marchand mercier Jean du Bos, est illustrée par une représentation de la Vierge donnant au Christ enfant son vêtement sacerdotal, symbole de l'Incarnation[13] ;
- Puy de 1499 : Arbre portant fruit d'éternelle vie, attribué à Jean Beugier, offert par Antoine Coquerel[14] (deux fragments, musée de Picardie) ;
- Puy de 1501 : La Vierge entourée d'un cortège de rois, illustrant la devise « Sacrée ampoulle a l'onction royale »[14], commandé par Jean le Caron : il s'agit d'un triptyque dont deux panneaux, Le Sacre de David et Le Sacre de Louis XII[15], sont conservés au musée de Cluny à Paris ;
- Puy de 1518 : Au juste pois véritable balance, par le peintre dit « maître d'Amiens », offert par Antoine Picquet (musée de Picardie à Amiens). La balance tenue par Dieu le père symbolise la Vierge, dont le poids est le Christ et qui permet la juste distribution des richesses par l'intermédiaire du roi de France et du pape[14] ;
- Puy de 1519 : Pré ministrant pasture solitaire, dont le titulaire fait allusion au nom de son donataire Adrien Després. Le palinod exalte le caractère nourricier de la Vierge. L'attribution traditionnelle au maître d'Amiens a été contestée à la suite d'une restauration[16] (musée de Picardie) ;
- Puy de 1520 : La Vierge au Palmier ou Palme eslute du Sauveur pour victoire, par le maître d'Amiens, offert par Nicolas Caron (musée de Picardie). Des combats et un assaut de la ville d'Amiens à l'arrière-plan indiquent le contexte politique[14] ;
- Puy de 1521 : Le vray support de toute créature, offert par Laurent Le Boulenger (musée de Picardie) ;
- Puy de 1525 : Pour notre foi militante comtesse, offert par Philippe de Conty. L'iconographie exalte les valeurs chevaleresques. Daté de 1526 au bas du prie-Dieu du donateur[14] (musée de Picardie) ;
- Puy de 1546 : Reigne régnante en liesse éternelle, offert par Jean Ponée. La Vierge à l'Enfant surplombe la ville de Jérusalem[14] (partie supérieure, musée de Picardie) ;
- Puy de 1548 : Triomphe exquis du chevalier fidèle, offert par le prêtre Augustin Cousin. La Vierge sur un char à l'antique écrase des ouvrages réformés et le Christ affirme le triomphe sur l'hérésie[14] ;
- Puy de 1567 : Roche dont sourt la fontaine d'eau vive, dont le palinod évoque le nom du commanditaire, Nicolas Roche[14] (musée de Picardie) ;
- Puy de 1600 : Du Jubilé belle ville airs résonne (Mathieu Prieur), jeu de mots avec le patronyme du commanditaire, Louis de Villers, mais aussi jeu visuel (une « ville en l’air » est représentée, telle la Jérusalem céleste), avec une manifestation d'allégeance à Henri IV qui est représenté[14]  (musée de Picardie) ;
- Puy de 1601 : Terre d'où prit la vérité naissance (attribué à Mathieu Prieur), offert par Jean de Sachy. Le tableau célèbre la naissance du Sauveur, mai aussi du dauphin, futur Louis XIII[14] (musée de Picardie) ;
- Puy de 1603 : Arch triumphal peinct d'histoires nouvelles (attribué à Mathieu Prieur), offert par Jean Boullet et Anne Sachy, représentant encore Henri IV et le dauphin Louis[14] (musée de Picardie) ;
- Puy de 1605 : Temple illustré de lumière éternelle (attribué à Mathieu Prieur), offert par Jacques Destrées et Jacqueline Paillart. La composition es dominée par la façade de la cathédrale d'Amiens. Henri IV est représenté avec le dauphin Louis et sa première fille Élisabeth[14]  (musée de Picardie) ;
- Puy de 1617 : Le feu sacré que le sainct pui conserve (attribué à Mathieu Prieur), offert par le religieux Firmin Pestel. Le donateur est représenté seul. L'œuvre joue de l'homonymie de « puy » et « puits »[14] (musée de Picardie) ;
- Puy de 1618 : Vierge qui vint la mort lier au monde (attribué à Mathieu Prieur), commandé par Adrian de la Morlière, dans un jeu de mots avec son nom (« la mort lier »), tandis que la Vierge à l'Enfant terrasse un squelette enchaîné[14]  (musée de Picardie) ;
- Puy de 1634 : Jésus mourant des martyrs est la gloire (Claude Vignon, copie réduite au musée de Picardie) ;
- Puy de 1666, dernier Puy peint : Croix aimable à Jésus quoiqu’ignominieuse, dernier Puy connu, offert par François Quignon et peint par Claude François[5] ou frère Luc[14].

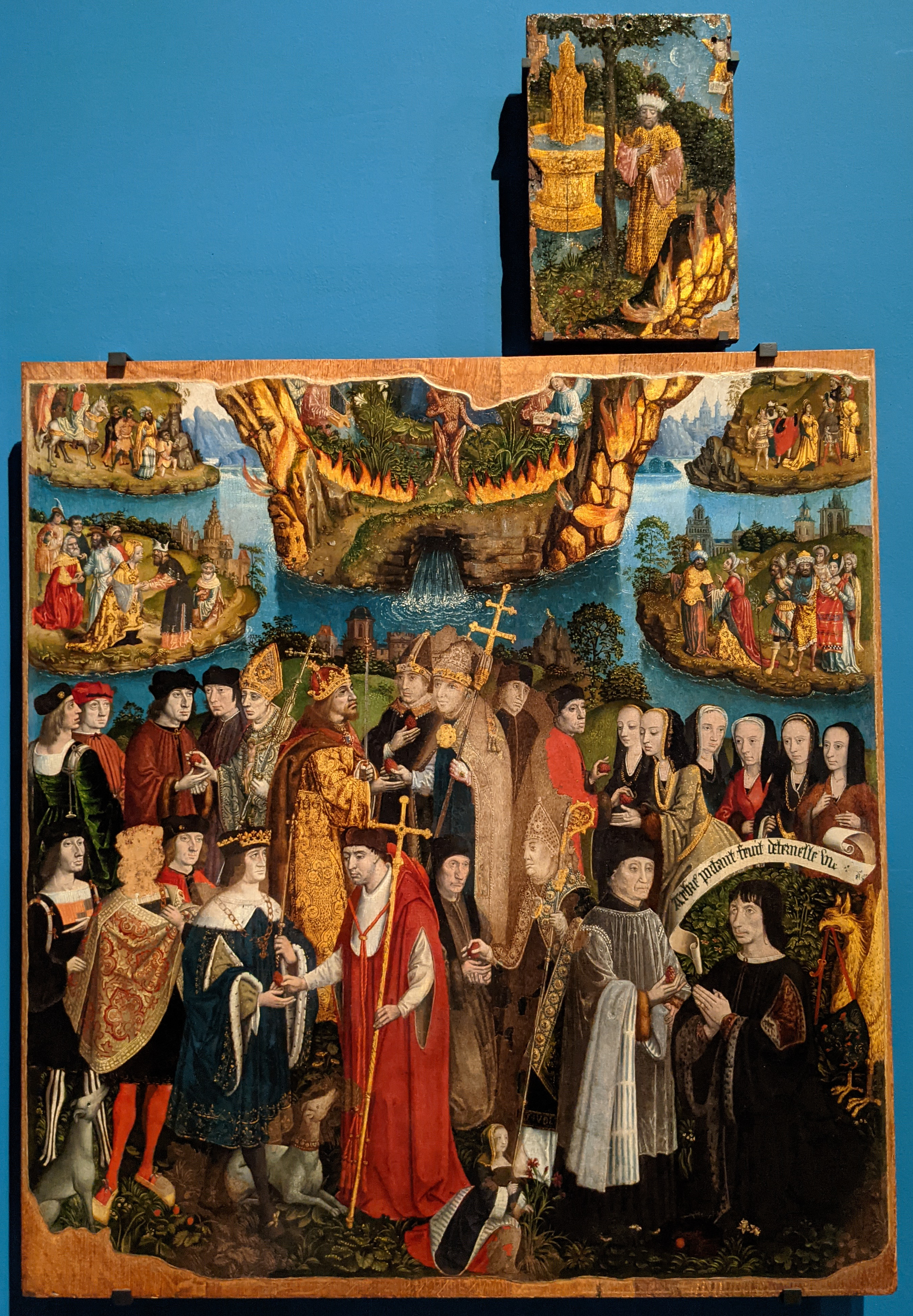
Puy de 1499
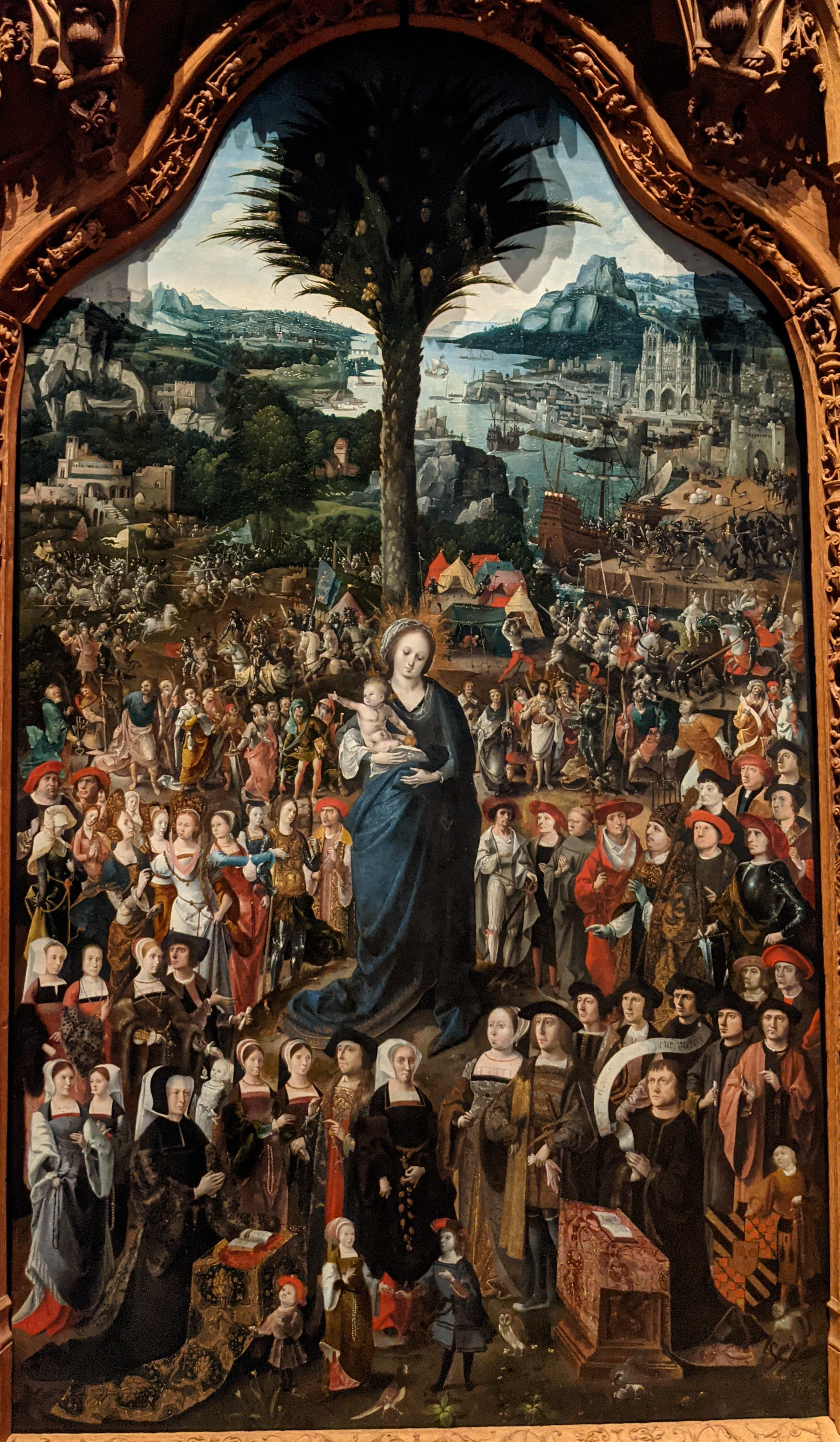
Puy de 1520
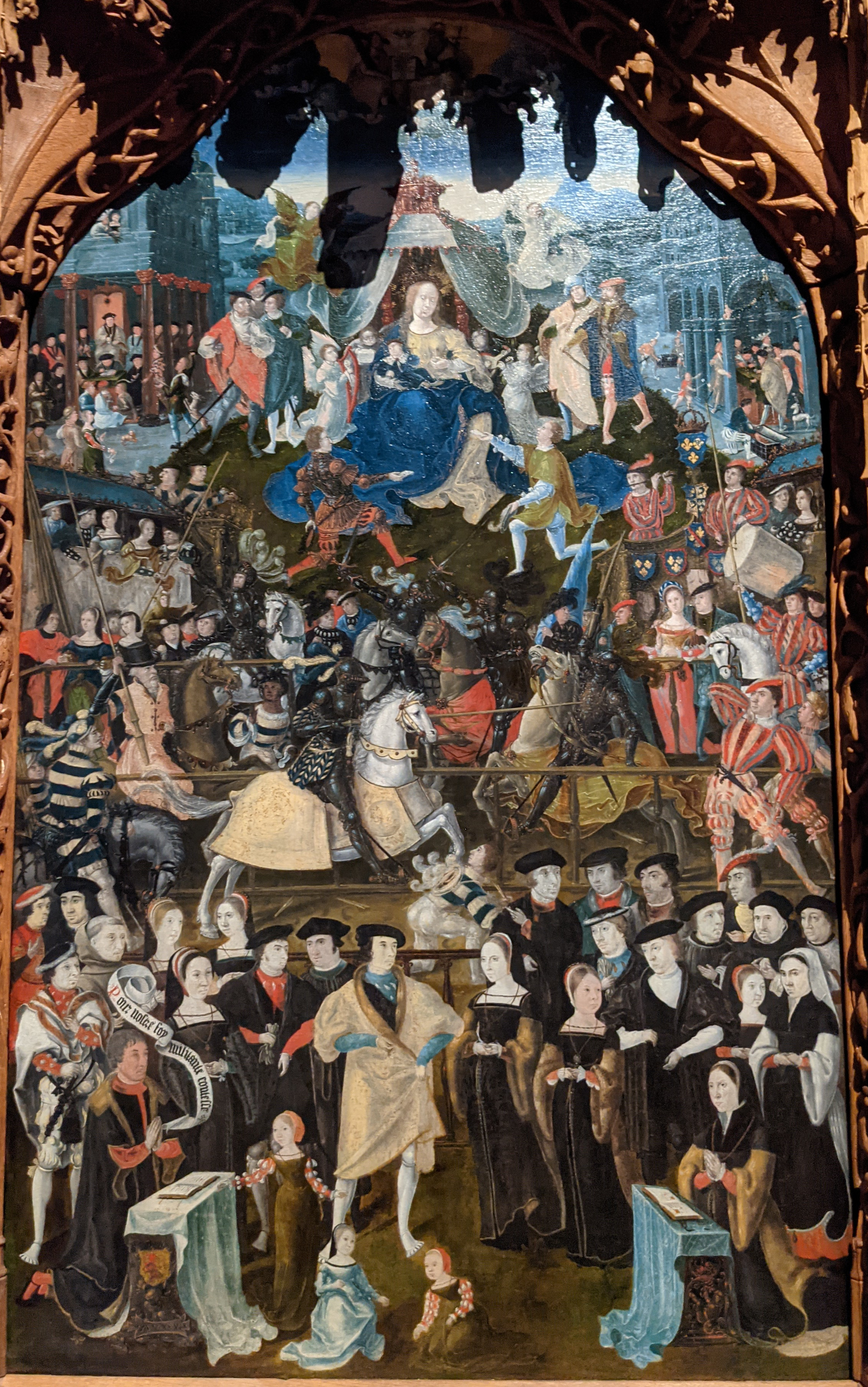
Puy de 1525
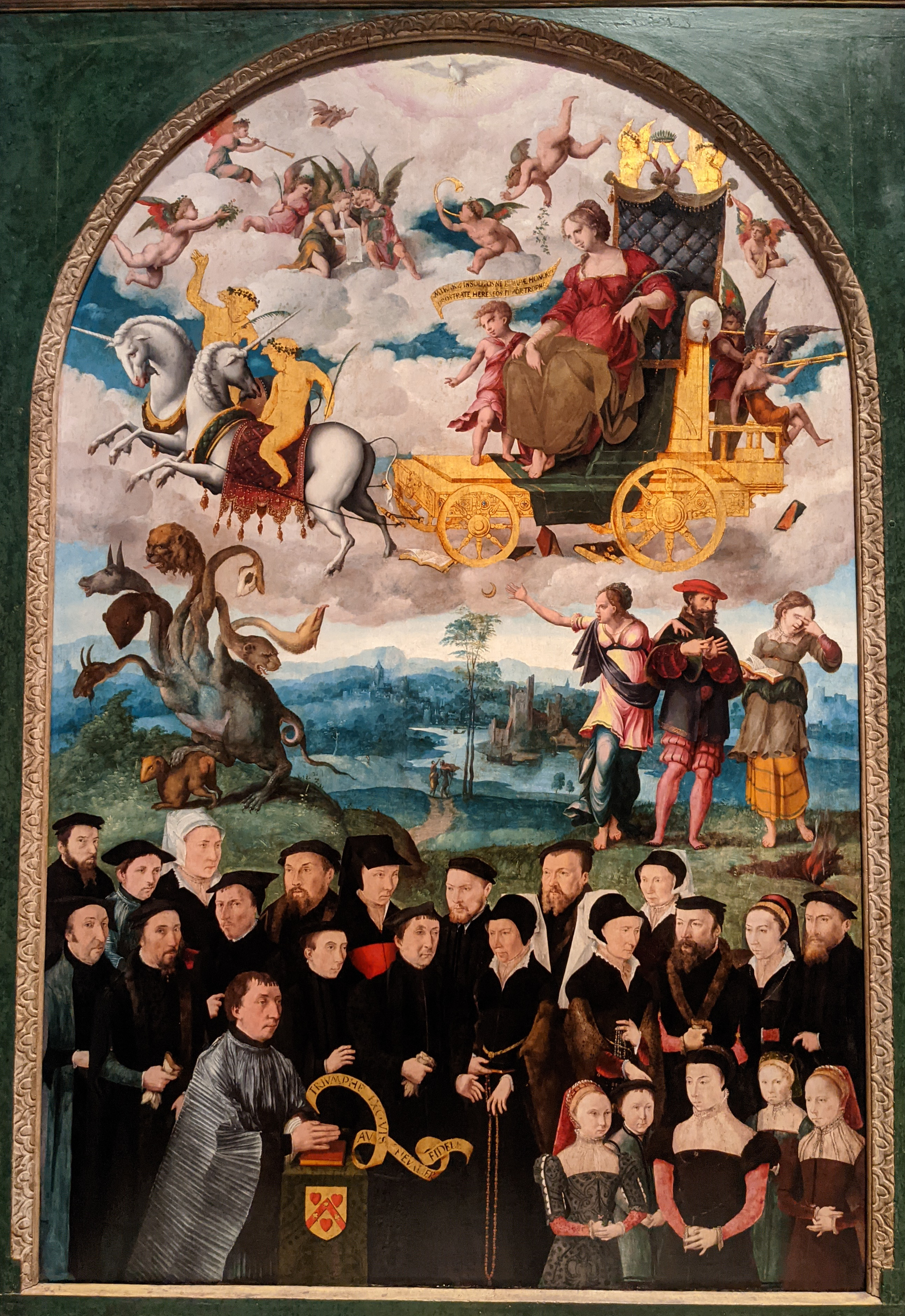
Puy de 1548
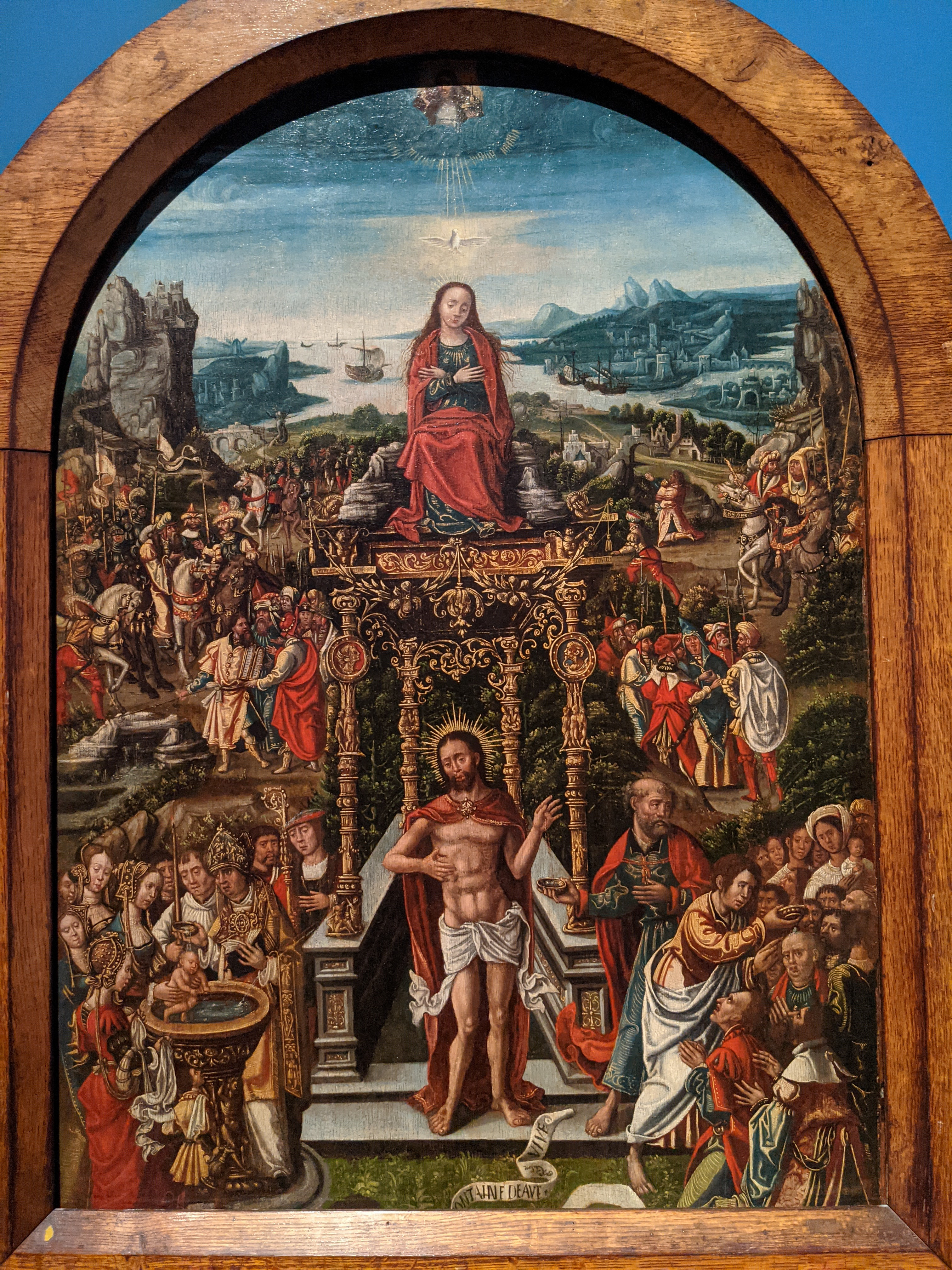
Puy de 1567
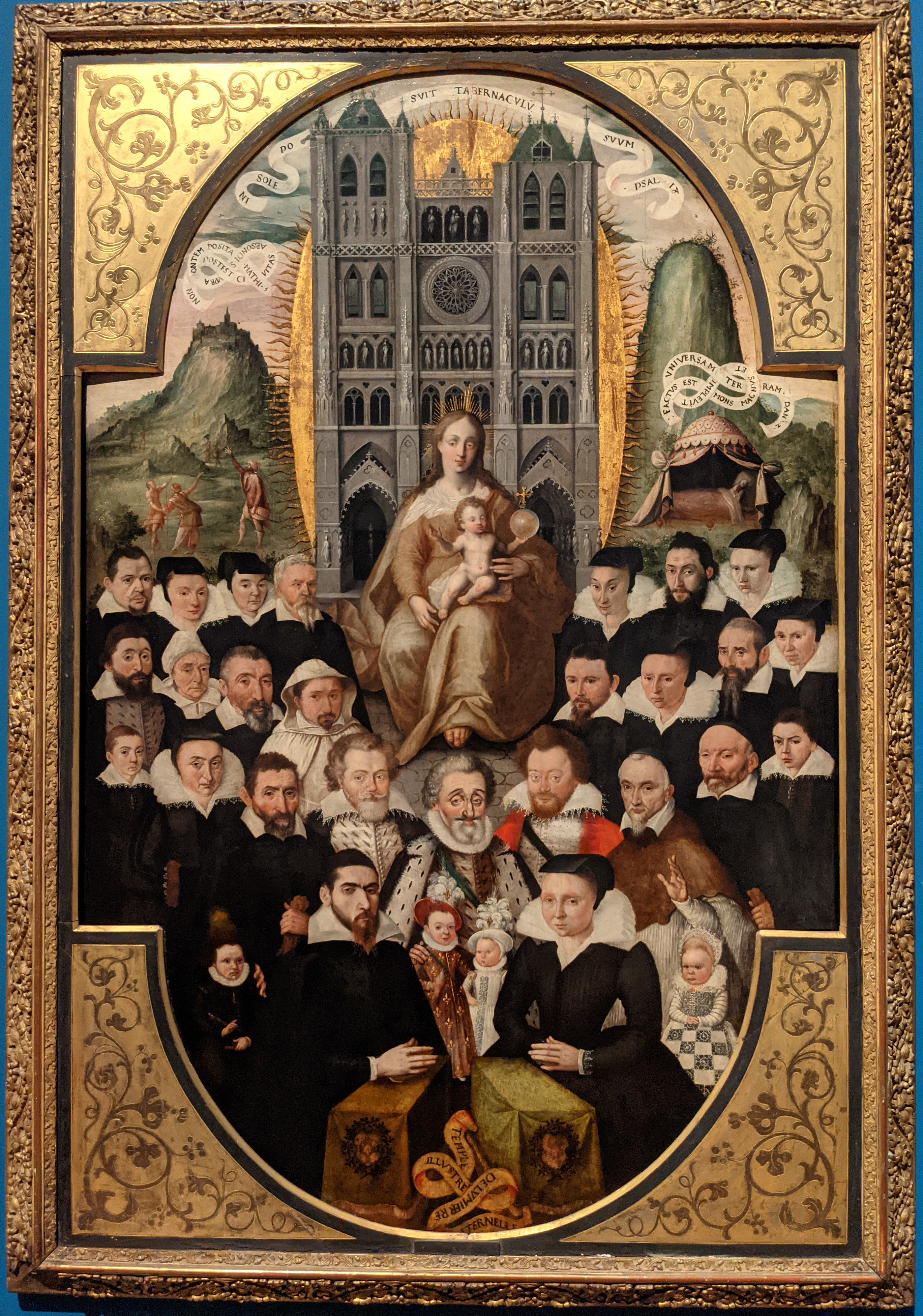
Puy de 1605
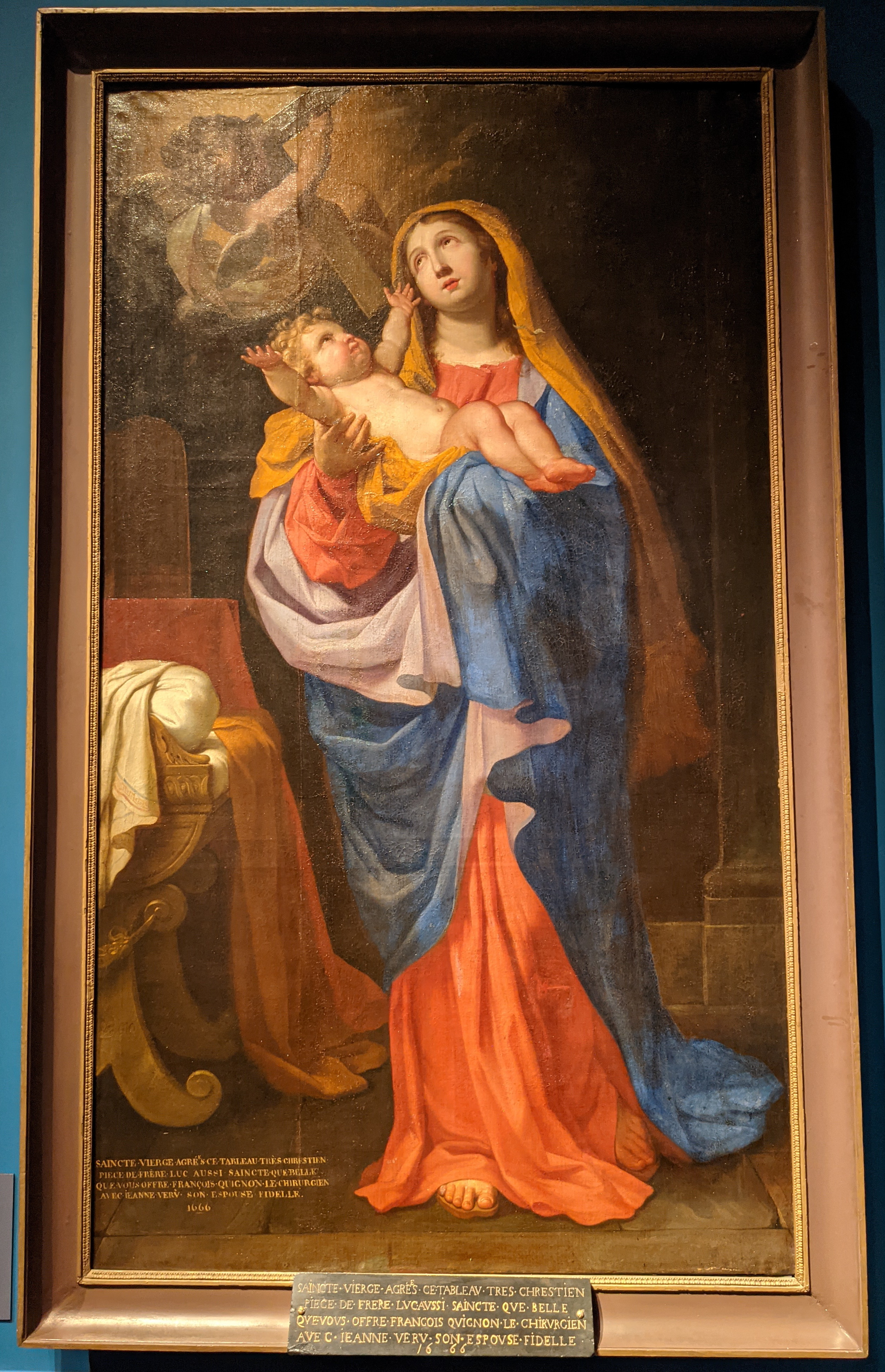
Puy de 1666

### Le manuscrit commandé par Louise de Savoie
La plupart des Puys offerts jusqu'à 1515 sont reproduits dans  un manuscrit intitulé Chants royaux en l'honneur de la Vierge au puy d'Amiens, ouvrage réalisé à la suite de la visite de Louise de Savoie, mère du roi François Ier, qui avait admiré les Puys exposés dans la cathédrale. Ce manuscrit, qui lui a été offert en 1518 par les bourgeois d’Amiens, en accord avec la confrérie, est richement calligraphié et enluminé. Il représente 47 Puys accompagnés de chants royaux recomposés pour l'occasion. L’Amiénois Jacques Platel a dessiné les tableaux mis en couleur par l’enlumineur parisien Jean Pichore. Ce manuscrit est conservé à la Bibliothèque nationale de France, à Paris.

### La chapelle du pilier rouge
La chapelle de Notre-Dame-du-Puy ou du « pilier rouge », située contre un pilier du transept sud de la cathédrale d'Amiens, a été offerte en 1627 par le maître de la confrérie Antoine Pingré avec la mention « Vierge a plin gre trionfante de gloire ». Réalisée par Nicolas Blasset, la chapelle est ornée de sculptures et d'un tableau représentant l'Assomption de Frans Francken le Jeune et encadré de statues, dont une Vierge qui retire un enfant tombé dans un puits. Plusieurs autres Puys de pierre ornent cette chapelle : David, Salomon, Judith, sainte Geneviève (à gauche), du sculpteur François Cressent.

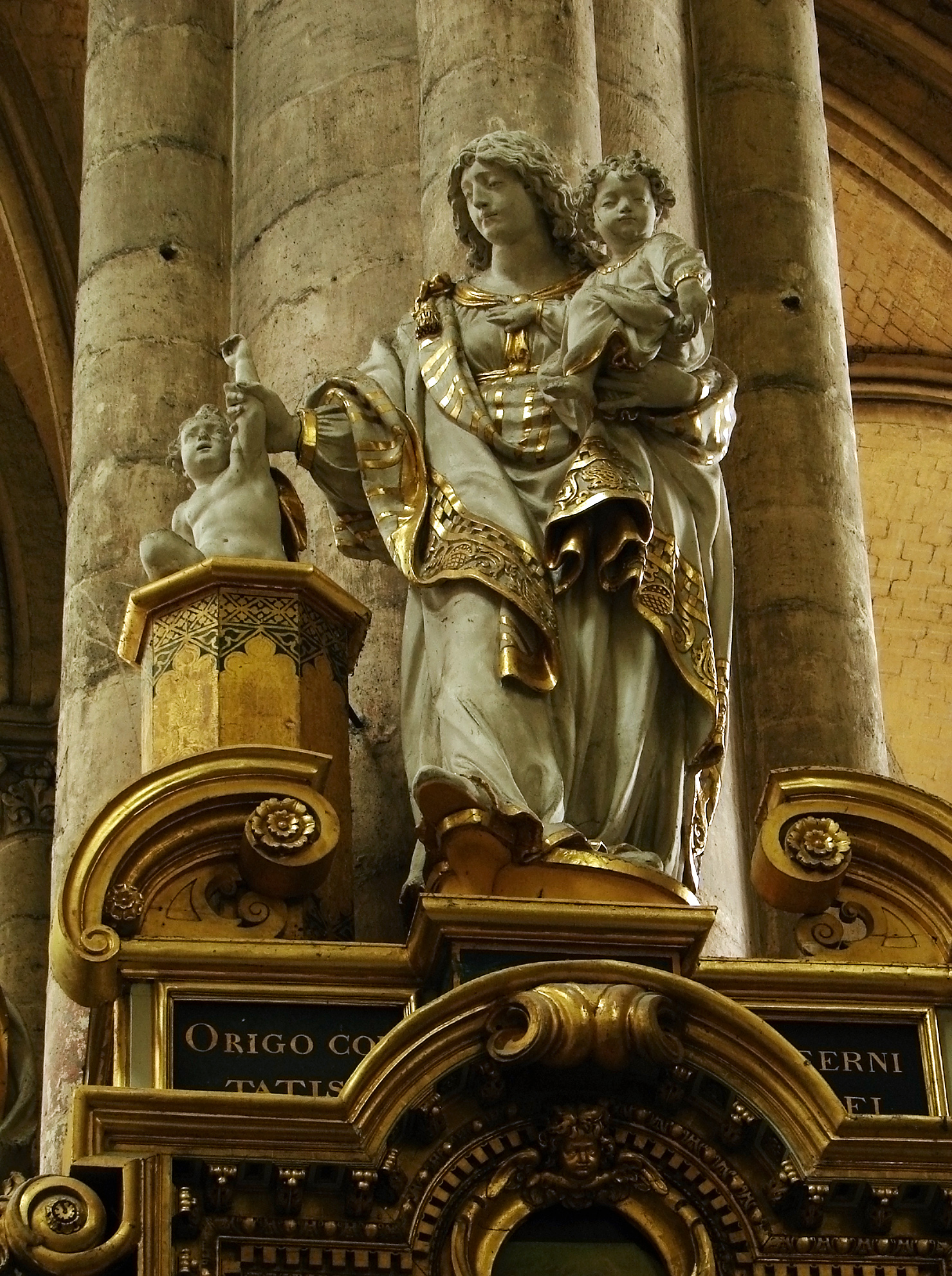
La Vierge retirant un enfant tombé dans un puits (chapelle du pilier rouge, cathédrale d'Amiens)
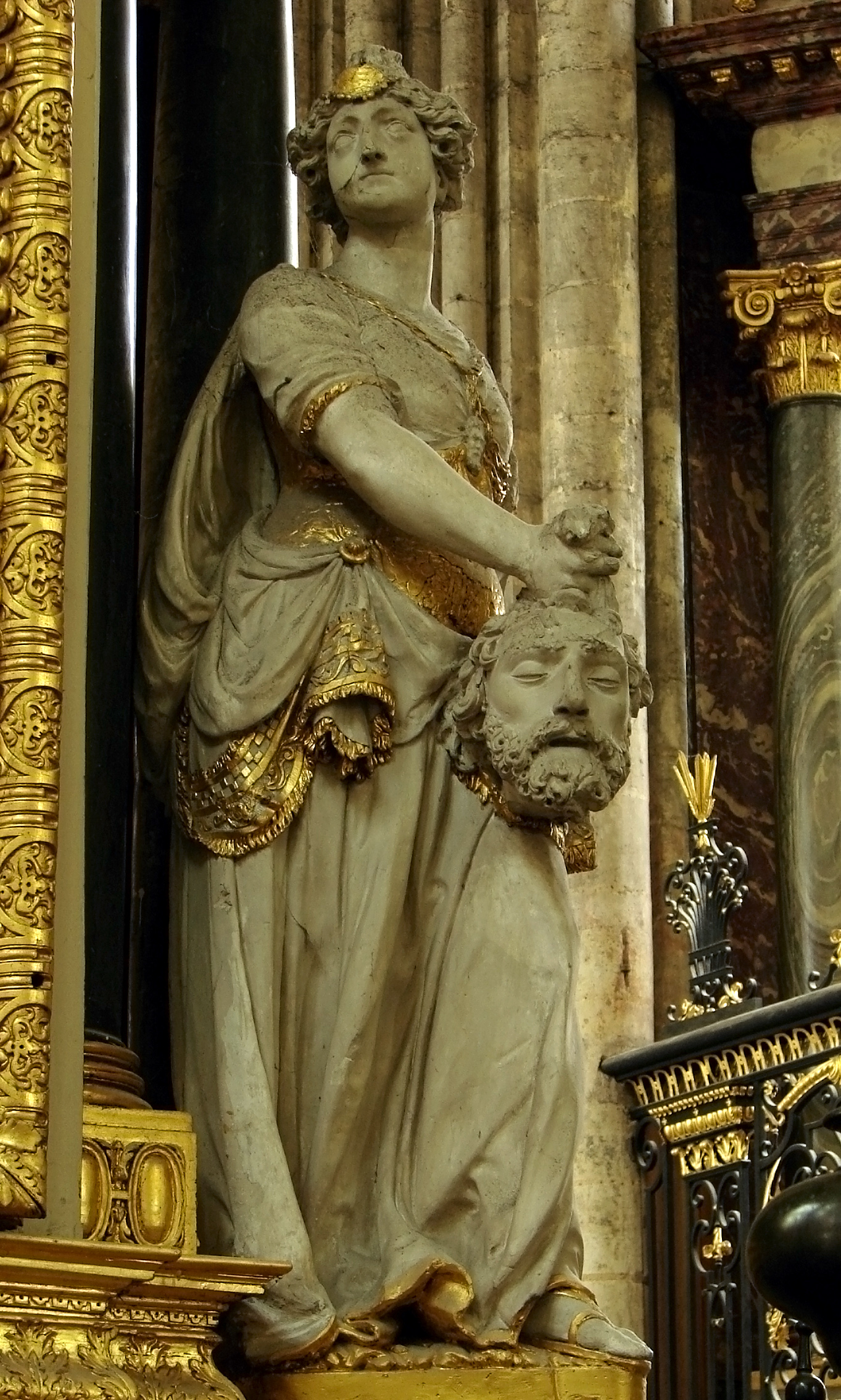
Judith tenant la tête d'Holopherne par Nicolas Blasset, Cathédrale Notre-Dame d'Amiens.
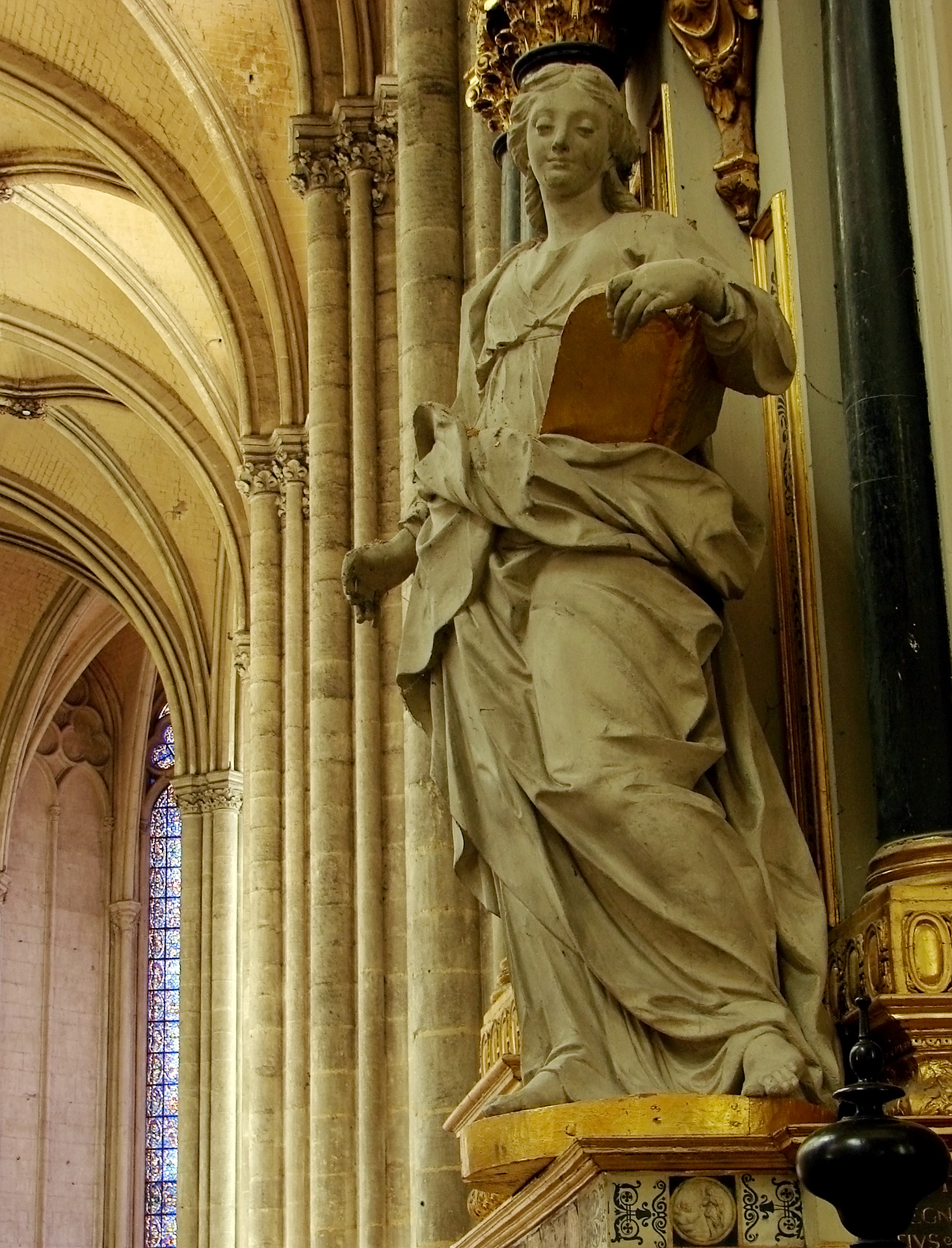
Sainte Geneviève par François Cressent, Cathédrale Notre-Dame d'Amiens.
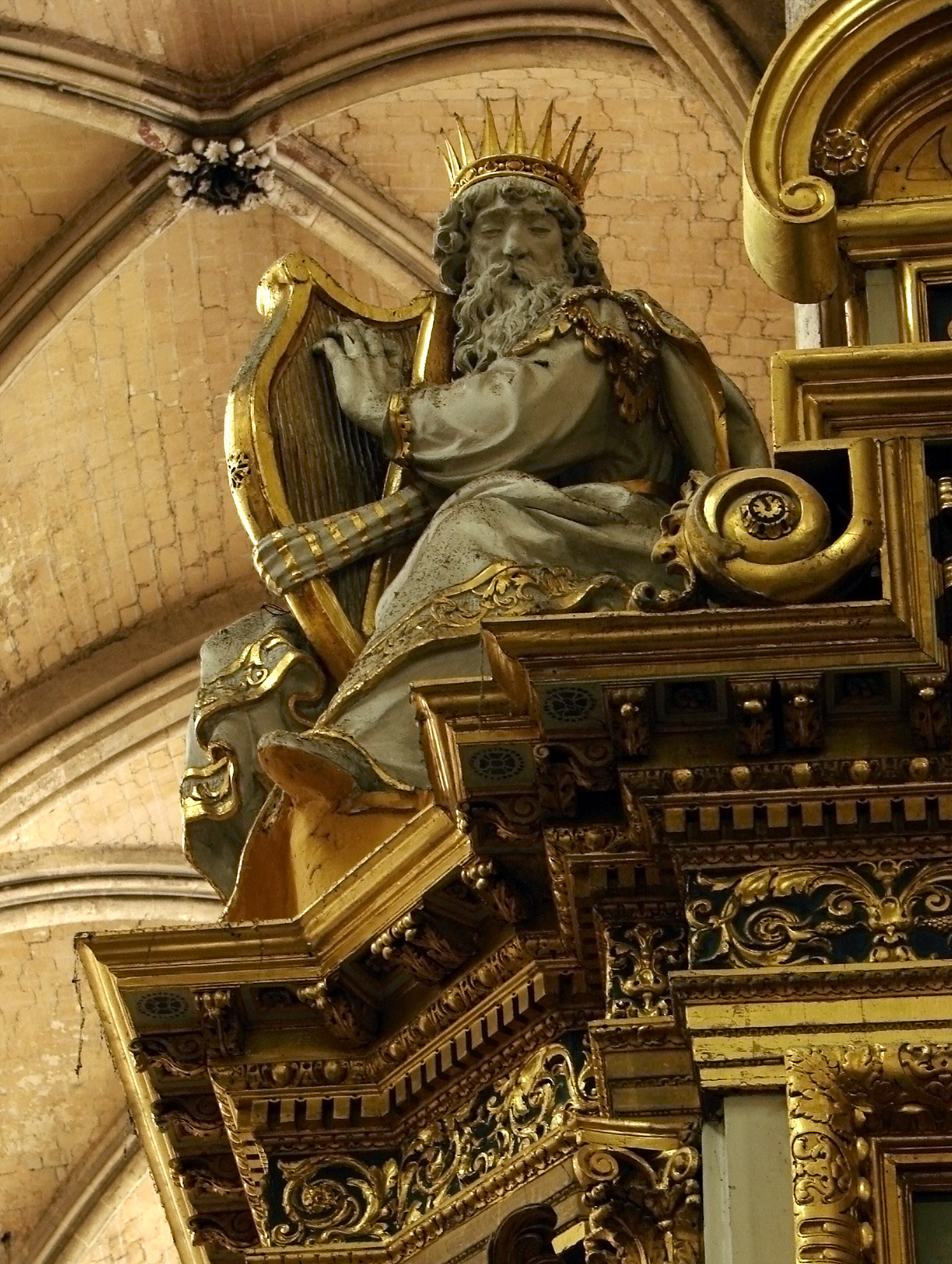
Le Roi Davidpar Nicolas Blasset, Cathédrale Notre-Dame d'Amiens(chapelle du pilier rouge).

### La chapelle Saint-Sébastien ou du Pilier vert
Cette chapelle, située au croisement du transept et du côté nord du double déambulatoire du chœur, fut créée en 1339 par l'évêque Jean de Cherchemont, elle a été placée sous le vocable de saint Sébastien. Sa décoration fut réalisée par Nicolas Blasset, en 1634 à la demande de Jean Hémart et François Mouret, maître de la confrérie du Puy Notre-Dame et fut restaurée en 1832 par les frères Duthoit.
Elle comporte un petit autel surmonté d'un imposant retable de marbre sculpté et partiellement doré avec en son centre un tableau. Ce tableau, représentant la Crucifixion, est attribué au peintre flamand Guillaume Hergosse (XVIIIe siècle), il provient du couvent amiénois des religieuses fontevristes du Prieuré de Moreaucourt. De part et d'autre du tableau se trouvent, à droite, une statue de saint Louis, roi de France, portant la couronne d'épines dans la main droite, l'épée au côté, la main gauche sur un bouclier, à gauche, la statue de saint Roch accompagné de son chien, œuvre de Nicolas Blasset datée de 1634. La statue de saint Louis fut refaite en 1832 par les Frères Duthoit. Au-dessus de l'ensemble a été placée une statue de saint Sébastien transpercé de flèches, la tête entourée de chérubins. De chaque côté du sommet du tableau, encadrant, en contrebas, saint Sébastien se trouvent deux statues : la Justice, reconnaissable à la balance qu'elle sert contre elle et la Paix portant une corne d'abondance. Les trois saints, saint Louis, saint Roch et saint Sébastien, étaient invoqués lors des épidémies de peste. Les balustrades sont en marbre noir à balustres de cuivre.

### Les sculptures
- Vierge à l'Enfant de Nicolas Blasset (1632)
- Notre-Dame de la Paix de Nicolas Blasset (1634)
- L'Assomption de la Vierge de Nicolas Blasset (1637)
- L'Annonciation de Nicolas Blasset (1655)
- Vierge à l'enfant (1681)

Les Puys d’Amiens subsistants constituent un témoignage essentiel pour l’histoire sociale, culturelle et religieuse de la ville d’Amiens et un vestige de la production artistique en Picardie, du début de la Renaissance à la seconde moitié du XVIIe siècle.